# Thiên hoàng Hanzei
Thiên hoàng Phàn Chính (反正天皇, (Phàn Chính Thiên hoàng) Hanzei-tennō, 336 – 410) là vị Thiên hoàng thứ 18 của Nhật Bản theo danh sách kế thừa truyền thống. Không có ngày tháng chắc chắn về cuộc đời và thời đại của Nhật hoàng này. Hanzei được cho là đã trị vì đất nước vào đầu thế kỷ 5, nhưng rất hiếm thông tin về ông. Các học giả chỉ còn biết than phiền rằng vào thời điểm này, chưa có đủ cứ liệu để thẩm tra và nghiên cứu thêm.
Miêu tả về Thiên hoàng Hanzei trong Cổ Sự Ký (Kojiki) không đáng tin lắm vì ông được tả cao khoảng 2,7m, với các răng khổng lồ cùng kích cỡ. Người ta nói rằng ông trị vì tại điện Shibakaki ở Tajihi. Đất nước an hưởng thái bình và Hanzei chết thanh thản trong cung điện của mình.